# ジョージ・ローソン
ジョージ・ローソン（George Lawson、1827年10月12日 - 1895年11月10日）は、スコットランド生まれの植物学者で、カナダの植物学の基礎を築いた人物である。

## 略歴
スコットランドのダンディーで育った。幼少時代から植物が好きで、標本を集め、自宅の庭に移植して楽しんだ。基礎教育を受けた後、ダンディーで法律事務所の見習いとなるが独学で植物学の研究を続けた。仲間を組織する能力にすぐれ、同好者のための月刊の「ダンディー博物学雑誌」を創刊し、ダンディー・ナチュラリスト・クラブの設立に貢献した。
1848年にエディンバラ大学に入学し、自然科学や物理学を学んだ。エディンバラ植物学会の事務局助手や学芸員を務め、エディンバラ王立協会の司書助手などとして働いた。これらの経験は後にカナダでの活動に有益な経験となった。エディンバラ大学の植物学教授、ジョン・ハットン・バルフォアの助手として働いていた1858年に、カナダ、キングストンのクイーンズ大学で化学と博物学の教授を求めているのを知り、バルフォアの強い推薦を受けて、クイーンズ大学で職を得た。博物学と化学を講義するだけでなく、化学実験室や植物研究所を整備し、学生にフィールド・ワークの訓練を行った。
カナダの人々の科学に関する関心をひくためにキングストンで農業博覧会を開き、1859年にInstitute of Mechanicsで公開講義を行った。1860年にはカナダ植物学会を創設した。
1863年にクイーンズ大学をやめ、ノバスコシア州のハリファックスに移り、改組されたダルハウジー大学の化学と鉱物学の教授となった。ハリファックス医科大学でも講義し1877年にはハリファックス工科大学（Technological Institute of Halifax、現在はNova Scotia Community Collegeの一部）の設立に協力し、夜間コースで労働者のために講義を行った。
カナダ王立協会の会員に選ばれ、1887-1888年に会長を務めた。